# رنه کوس (دوچرخه‌سوار)
رنه کوس (هلندی: René Kos؛ زادهٔ ۱۷ اکتبر ۱۹۵۵) دوچرخه‌سوار اهل هلند است.
وی در مسابقات کشوری و بین‌المللی در مجموع برندهٔ ۱ مدال طلا، ۱ مدال نقره شده‌است.